# Aphropsis
Aphropsis is een geslacht van halfvleugeligen uit de familie Aphrophoridae. De wetenschappelijke naam van dit geslacht is voor het eerst geldig gepubliceerd in 1934 door Metcalf & Horton.

## Soorten
Het geslacht Aphropsis omvat de volgende soorten:
- Aphropsis gigantea Metcalf & Horton, 1934
- Aphropsis maxima (Jacobi, 1921)
- Aphropsis nigrina Jacobi, 1944